# Maria Adelaide Aglietta

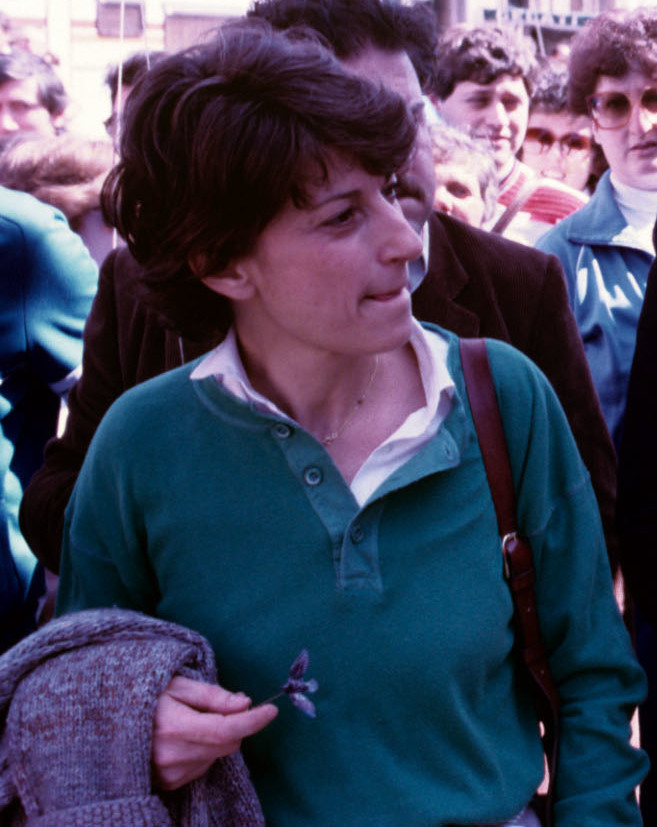
Adelaide Aglietta (1985)

Maria Adelaide Aglietta (* 4. Juni 1940 in Turin; † 20. Mai 2000 in Rom) war eine italienische Politikerin der Partito Radicale und der Federazione dei Verdi. Sie war von 1989 bis 1999 Mitglied des Europäischen Parlaments.

## Leben
Aglietta engagierte sich ab 1974 bei der Partito Radicale (PR) und beim Centro d'informazione sulla sterilizzazione e sull'aborto („Informationszentrum über Sterilisation und Abtreibung“), warb für die Referenden für das Recht zur Ehescheidung und für die Legalisierung des Schwangerschaftsabbruchs. Im November 1976 wurde sie zur segretaria (Parteivorsitzenden) der PR gewählt und war damit die erste Frau an der Spitze einer italienischen Partei. Von 1979 bis 1986 sowie von 1987 bis 1990 war sie Abgeordnete in der Camera dei deputati, wo sie den Wahlkreis von Turin vertrat.
Im April 1989 wechselte sie von der PR zu den Verdi Arcobaleno („Regenbogen-Grünen“), die im Jahr darauf in der Federazione dei Verdi aufgingen. Von 1989 bis 1999 war sie für zwei Legislaturperioden Abgeordnete im Europäischen Parlament. Von 1989 bis 1991 war sie Vorsitzende der Delegation für die Beziehungen zu Bulgarien, Rumänien und Albanien. Vom 1. November 1990 bis 18. Juli 1994 war sie Vorsitzende der Fraktion Die Grünen im Europäischen Parlament.

## Werke
- Diario di una giurata popolare al processo delle Brigate Rosse, Milano Libri, 1979, Nachdruck 2009 bei Lindau